# Elia Hernández Núñez
Elia Hernández Núñez (20 de junio de 1962-24 de agosto de 2021) fue una política mexicana, miembro del Partido Acción Nacional. Ocupó los cargos de diputada federal y senadora, así como de diputada al Congreso de Guanajuato. La exdiputada fue una de las integrantes de la organización Salvemos Nuestra Casa, un grupo creado por familias leonesas que enfrentaban problemas de créditos hipotecarios ante la crisis económica de 1994, evento que provocó la pérdida de propiedades de muchas personas. De las pocas que levantaron la voz durante el gobierno federal de Carlos Salinas de Gortari, para proteger el patrimonio familiar inmobiliario.[cita requerida]

## Reseña biográfica
Elia Hernández tenían estudios de bachillerato, así como diplomados en Administración Pública y Liderezgo Político. Miembro del PAN desde 1988, ha ocupado numerosos cargos en la estructura interna del partido en el estado de Guanajuato, como representante del partido ante los órganos electorales, miembro de los comités ejecutivos estatal y nacional, y consejera estatal y nacional.
En 1992 fue secretaria particular del presidente municipal de San Luis de la Paz y en 2005 jefa de Vinculación de la Secretaría de Relaciones Exteriores, delegación Guanajuato.
En 2006 fue electa diputada federal por la vía de la representación proporcional a la LX Legislaura que concluyó en 2009 y en la que se desempeñó como secretaria de la comisión especial para el Estudio de las Políticas para la Migración Interna; y como integrante de las comisiones de Comunicaciones; de Desarrollo Metropolitano; de Población, Fronteras y Asuntos Migratorios; y, Especial para dar Seguimiento a los Fondos de los Trabajadores Mexicanos Braceros.
Al término de dicho encargo en 2009, fue electa diputada a la LXI Legislatura del Congreso del Estado de Guanajuato que terminó en 2012 y en la que fue presidenta de la comisión especial de Zonas Metropolitanas. Ese mismo año fue a su vez electa como senadora suplente por Lista Nacional, siendo titular de la misma Ernesto Cordero Arroyo, cuando éste solicitó licencia a su escaño, le correspondió ocupar el cargo de senadora entre el 6 de marzo y el 11 de junio de 2014.
El 24 de agosto de 2021 fue dado a conocer su fallecimiento. Se ignora causa.